# NGC 2342
NGC 2342 é uma galáxia espiral (Sc) localizada na direcção da constelação de Gemini. Possui uma declinação de +20° 38' 13" e uma ascensão recta de 7 horas, 09 minutos e 18,1 segundos.
A galáxia NGC 2342 foi descoberta em 10 de Novembro de 1864 por Albert Marth.